# Xenocarcinus longicornis
Xenocarcinus longicornis is een krabbensoort uit de familie van de Epialtidae. De wetenschappelijke naam van de soort is voor het eerst geldig gepubliceerd in 1993 door Dai & Chen.